# Kilovče
Kilovče so naselje v Občini Ilirska Bistrica.